# 庫普卡 (亞利桑那州)
庫普卡（英語：Kupk）是位於美國亞利桑那州皮馬縣的一個非建制地區。該地的面積和人口皆未知。

## 地理
庫普卡的座標為31°55′25″N 112°12′49″W / 31.92361°N 112.21361°W，而該地的平均海拔高度為562米（即1844英尺）。